# Šinsekai jori
Šinsekai jori (japonsky 新世界より, někdy psáno Šin sekai jori; v překladu Z nového světa) je japonský román žánru thriller z pera Júsuke Kišiho. Roku 2008 jej vydalo nakladatelství Kódanša. Název románu je odkazem na Novosvětskou symfonii Antonína Dvořáka.
Román získal mangu, jejíž příběh s nepatrnými rozdíly vydávala Kódanša v časopisu Bessacu šónen Magazine od května 2012 do června 2014, a anime adaptaci od studia A-1 Pictures, která byla v Japonsku premiérově vysílána od října 2012 do března 2013.
Šinsekai jori obdrželo roku 2008 cenu Nihon SF Taišó.